# Yana Kay
Yana Kay er en lettisk sangerinde, som repræsenterede Letland ved Eurovision Song Contest 2003 som del af gruppen F.L.Y., med sangen "Hello from Mars".